# آلفرد گودوین

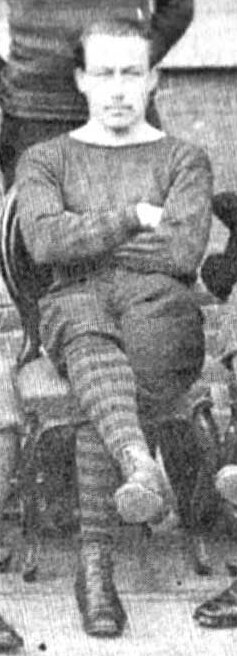
آلفرد گودوین در سال ۱۸۷۲ میلادی

آلفرد گودوین (به انگلیسی: Alfred Goodwyn) بازیکن فوتبال زادهٔ ۱۳ مارس ۱۸۵۰ اهل انگلستان بود که سابقهٔ بازی در تیم ملی فوتبال انگلستان را در کارنامهٔ خود دارد. وی در تاریخ ۸ مارس ۱۸۷۳ تنها بازی ملی خود را در مقابل تیم ملی فوتبال اسکاتلند انجام داد.